# Miltons (álbum)
| Críticas profissionais | Críticas profissionais |
| Avaliações da crítica  | Avaliações da crítica  |
| Fonte                  | Avaliação              |
| ---------------------- | ---------------------- |
| Allmusic               | [ 1 ]                  |

Miltons é um disco do cantor e compositor brasileiro Milton Nascimento lançado no ano de 1989 pela CBS Records. 